# Reckenroth

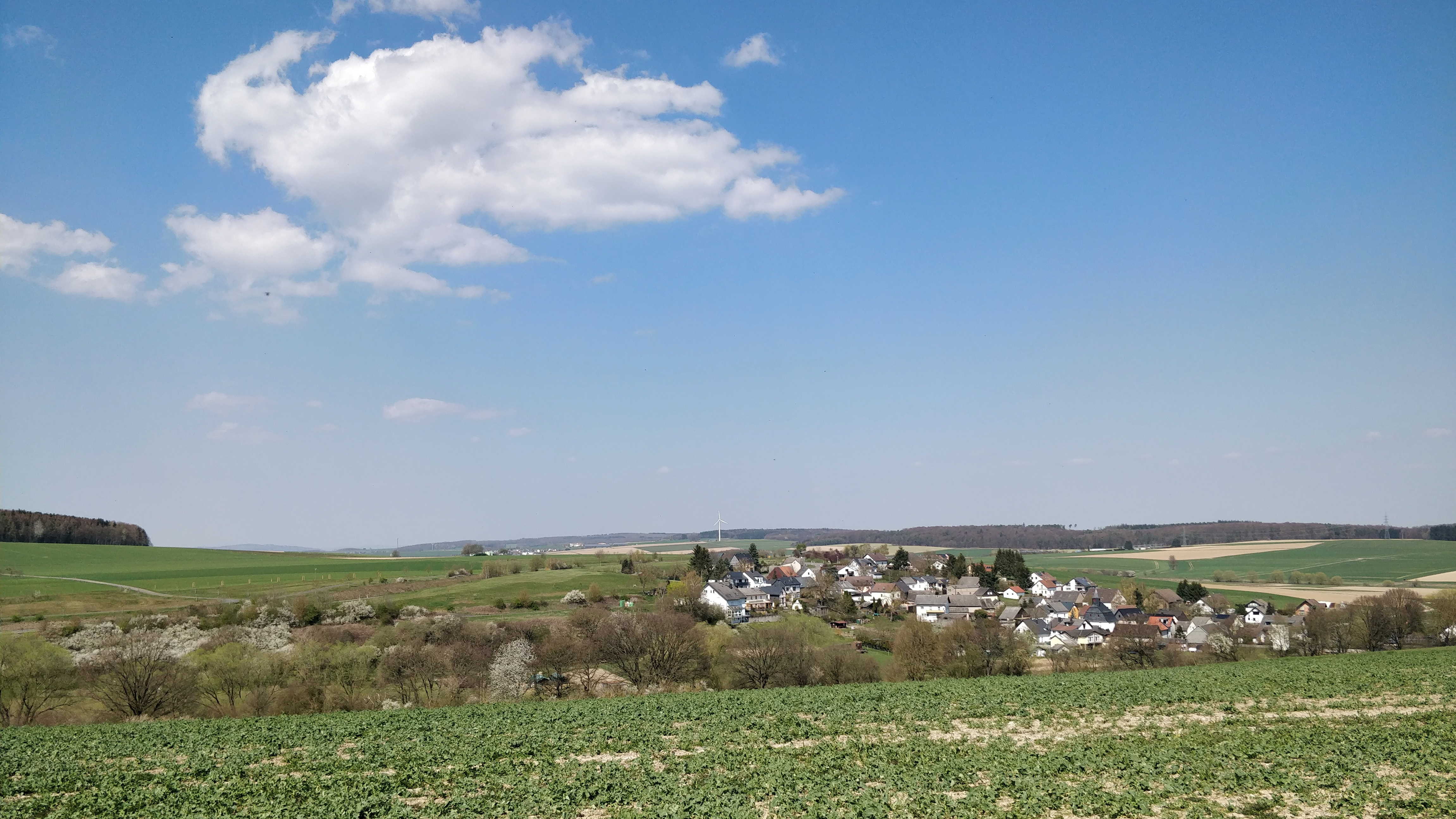
Blick von Süden über Reckenroth in Richtung Katzenelnbogen

Reckenroth ist eine Ortsgemeinde im Rhein-Lahn-Kreis in Rheinland-Pfalz. Sie gehört der Verbandsgemeinde Aar-Einrich an. In der dort gebräuchlichen nassauischen Mundart wird der Ort „Reckert“ genannt.

## Geographie
Reckenroth liegt im westlichen Hintertaunus, auf einer Höhe von 340 m ü. NHN, rund 30 km nordwestlich von Wiesbaden. Der Ort befindet sich unmittelbar an der Landesgrenze zu Hessen und grenzt mit seiner Gemarkung im Süden und Westen an Laufenselden im Rheingau-Taunus-Kreis, im Osten an Michelbach ebenfalls im Rheingau-Taunus-Kreis gelegen, und im Norden an Eisighofen im Rhein-Lahn-Kreis.
Zu Reckenroth gehört auch der Wohnplatz Sandersmühle.

## Geschichte
Reckenroth wurde im Jahr 1235 erstmals urkundlich erwähnt. In den Nassauischen Annalen von 1991 über das Kirchspiel Ackerbach ist folgendes zu lesen: „Nähere Aussagen hätte sicher das Archiv des spätestens in der 1. Hälfte des 12. Jahrhunderts gegründeten Katzenelnbogener Hausklosters Gronau liefern können, das hier Höfe in Berndroth und Reckenroth und die Höfe Hasenberg und Rotherhof besaß“. Weitere Ortsnamen lt. Nassauische Annalen 1991: 1213 Reckenrode apud Nahstedten, um 1260 Rekerod, 1313 Reckerode, 1536 Reckart, 1579 Reckert, 1629 Reckenroda. In der hessischen Mundart wird Reckenroth heute noch Reckert genannt. Der Ortsname setzt sich wahrscheinlich aus „Rodung des Recco“ zusammen.
In dem Ortswappen ist das symbolisch dargestellt: zweigeteilter Schild in den Farben der Grafen von Katzenelnbogen (gold + rot), die beiden Rodehacken als Symbol für Rodung des Recco, die Glocke steht für die Marienkapelle, die Lilie als Symbol für Patronin Maria.
Um 1895 wurden in der Nähe der alten Reckenrother Quelle 2 Steinbeile gefunden, die auf ca. 7–25.000 Jahre geschätzt werden.
Reckenroth gehörte zur Niedergrafschaft Katzenelnbogen und war dem Amt Hohenstein und dem Gericht Laufenselden unterstellt.
Von 1806 bis 1813 stand das Gebiet unter französischer Verwaltung. Nach dem Wiener Kongress (1815) wurde die Region und damit auch Reckenroth aufgrund eines Tauschvertrages 1816 dem Herzogtum Nassau zugeordnet. Infolge des sogenannten Deutschen Krieges wurde das Herzogtum Nassau 1866 vom Königreich Preußen annektiert.
Seit 1946 ist Reckenroth Teil des Landes Rheinland-Pfalz. 1972 kam es im Zuge einer Verwaltungsreform zur Bildung der Verbandsgemeinde Katzenelnbogen, der die Ortsgemeinde Reckenroth bis 2019 angehörte und die dann in der Verbandsgemeinde Aar-Einrich aufging.
Bevölkerungsentwicklung
Die Entwicklung der Einwohnerzahl von Reckenroth, die Werte von 1871 bis 1987 beruhen auf Volkszählungen:
| Jahr | Einwohner |
| ---- | --------- |
| 1815 | 153       |
| 1835 | 199       |
| 1871 | 202       |
| 1905 | 199       |
| 1939 | 168       |
| 1950 | 183       |
| 1961 | 183       |

| Jahr | Einwohner |
| ---- | --------- |
| 1970 | 181       |
| 1987 | 180       |
| 1997 | 181       |
| 2005 | 222       |
| 2011 | 213       |
| 2017 | 202       |
| 2023 | 245       |

## Politik

### Gemeinderat
Der Gemeinderat in Reckenroth besteht aus sechs Ratsmitgliedern, die bei der Kommunalwahl am 9. Juni 2024 in einer Mehrheitswahl gewählt wurden, und der ehrenamtlichen Ortsbürgermeisterin als Vorsitzender.

### Bürgermeister
Ortsbürgermeisterin von Reckenroth ist Stefanie Stockenhofen (parteilos). Bei der Direktwahl am 26. Mai 2019 gab es keinen Bewerber. Stockenhofen wurde am 11. Juni 2019 einstimmig vom Gemeinderat gewählt und ist damit Nachfolgerin von Norbert Fuhr (parteilos), der das Amt seit 2012 ausgeübt hatte. Bei der Direktwahl am 9. Juni 2024 wurde sie als einzige Bewerberin mit einem Stimmenanteil von 78,3 % für weitere fünf Jahre in ihrem Amt bestätigt.

## Persönlichkeiten
- Adolf Alberti (1846–1914), Lehrer und Imker